# شيخ يوسف (مهاباد)
قرية شيخ يوسف (بالكردية: شێخ یۆسف) هي إحدى القرى التابعة لـكاني بازار في ريف قسم خليفان من مقاطعة مهاباد، في محافظة أذربیجان الغربیة الإيرانية.

## السكان
حسب إحصاءات سنة 2006، بلغ إجمالي السكان في شيخ يوسف 95 نسمة وعدد المساكن 14 مسكن. لغة سكان شيخ يوسف هي اللغة الكردية و هم من أهل السنة والجماعة والمذهب الشافعي.